# Un indiano in città
Un indiano in città (Un Indien dans la ville) è un film del 1994 diretto da Hervé Palud.

## Trama
Recandosi in Amazzonia per ottenere il divorzio dall'ex-moglie Patricia e potersi risposare, Stéphane Marchadot, brillante uomo d'affari, scopre di avere un figlio di 13 anni, Mimi-Siku (che in quella lingua indigena significa "pipì di gatto"), nato da una relazione con un'indigena. Desideroso di vedere la Tour Eiffel, Mimi-Siku chiede al padre di portarlo con sé quando sarà un uomo. Stéphane crede che il ragazzo intenda dire la maggiore età e quindi acconsente, ma in quella tribù la maggiore età si raggiunge a 14 anni. Dunque Miki-Siku parte alla volta di Parigi, dove però avrà qualche difficoltà di adattamento alla vita cittadina. Dal canto suo Stéphane è assorbito dal lavoro e non ha tempo per occuparsi del ragazzo, che dopo aver combinato parecchi guai finisce per innamorarsi della figlia di Richard, il socio di suo padre. Il momento è particolarmente delicato per Stéphane e Richard, impegnati a sbarazzarsi di un certo quantitativo di soia per evitare pericolose perdite.
Dopo tutta una serie di peripezie e il ritorno del benessere economico grazie a un insperato rialzo delle quotazioni della soia, Stéphane deciderà di fuggire la frenetica vita di città e trasferirsi tra gli indiani d'Amazzonia insieme al figlio. Condividendo la stessa scelta, Richard li seguirà con tutta la famiglia, per la felicità della figlia Sophie che ritroverà così il suo Mimi-Siku.